# Lesleh Donaldson
Lesleh Donaldson (ur. 7 kwietnia 1964 w Toronto) – kanadyjska aktorka telewizyjna, filmowa i sceniczna.

## Życiorys
Pochodzi z Toronto w prowincji Ontario, gdzie jako dziewięciolatka rozpoczęła karierę modelki w szeregach agencji International Top Models.
Debiutowała rolą Andrei Andropolis, filmowej córki Michaela Douglasa, w dramacie sportowym Biegacz (Running, 1979). Pojawiła się w filmie grozy Cries in the Night (1980) i za ten występ zdobyła nominację do nagrody Genie. Następnie jako Bernadette O’Hara, uczennica prywatnej szkoły średniej, ofiara seryjnego mordercy, zagrała w klasycznym slasherze Upiorne urodziny (Happy Birthday to Me, 1981) w reżyserii J. Lee Thompsona. W kolejnym filmie grozy, kultowych dziś Odsłonach (1983), wcieliła się w postać wrażliwej aktorki Christie Burns. Ubiegała się o rolę Constanze Mozart w filmie Miloša Formana Amadeusz (Amadeus, 1984), która ostatecznie przypadła w udziale Elizabeth Berridge. W ciągu następnych lat pojawiła się w wielu produkcjach telewizyjnych, między innymi w głosowych rolach w serialach produkcji George’a Lucasa – Gwiezdne wojny: Ewoki (Ewoks, 1986) i Star Wars: Droids (1985). Choć w 1994 roku przestała występować w filmach i telewizji, nie zakończyła kariery aktorki. W 2010 zagrała w krótkometrażowej komedii What the F*ck Doug E. Doug?, rok później przydzielono jej główną rolę w horrorze Octoberfeast. W roku 2014 Donaldson zagrała w czterech filmach: Fall to Rise, The Night Before Easter, Tales of Poe i Behind Bars.
Od 12 października 1996 roku jest żoną Stephena T. Kaisera, któremu urodziła dwoje dzieci – synów Gavina i Liama. Wspólnie z rodziną mieszka w Nowym Jorku.